# Conjunto histórico de Antequera
El conjunto histórico de Antequera es el resultado de una larga ocupación temporal ininterrumpida de casi tres milenios, estratificándose las huellas de las distintas culturas en el análisis de una ciudad compleja y heterogénea y con un amplio legado patrimonial.

## Descripción
La ciudad de Antequera que hoy conocemos tuvo su embrión originario en el actual Cerro del Castillo, en concreto en su vertiente sur que mira al río de la Villa, datado, por los restos arqueológicos encontrados, en la Edad del Bronce Final. No obstante, con anterioridad parece ser que existió un enclave en el denominado Cerro de Mari Macho que cronológicamente podría corresponder al periodo inicial del Cobre Pleno en donde, según se especula, pudo constituirse el primer hábitat al aire libre en el entorno de la ciudad que hoy conocemos el cual, por su proximidad al conjunto funerario megalítico de Menga y Viera, se le supone relacionado con el mismo, sin que tampoco exista confirmación al respecto.
Con posterioridad, en el mismo lugar del Cerro del Castillo, se produjo un asentamiento ibérico que probablemente permaneció hasta época romana, con cuya cultura se consolidó. El lugar puede identificarse cada día con más certeza, por la abundancia de restos arqueológicos encontrados, con la ciudad romana de Antikaria, la cual debió tener una gran importancia debido a su enclave geográfico, al estar situada en una encrucijada de la red viaria romana, punto de vital importancia en el trazado de la vía Augusta.
Los musulmanes en el año 713 ocuparon la ciudad aprovechando las ruinas de las fortificaciones romanas. La dominación islámica perduró hasta 1410 y al año siguiente, tras la conquista cristiana, obtuvo el privilegio de «villa», para aumentar su población y así mantener el enclave frente a las fronteras activas del reino nazarí de Granada, privilegio que confirmarán los Reyes Católicos en 1475 a la ya «ciudad» de Antequera, título que alcanzó en 1441 como recompensa al triunfo obtenido por sus habitantes en la batalla del Chaparral.
El urbanismo de Antequera ofrece las características propias de las épocas en que se originaron. Las calles que rodean al castillo poseen cierta reminiscencia islámica, como el callejón de la Estrella, cubierto, estrecho y tortuoso, típico de una medina musulmana. El resto está ordenado en calles espaciosas, decoradas en muchas de sus esquinas con capillitas y retablos votivos de características barrocas, como el del Nazareno que corona el arco de la calle Nueva, o el del Señor de los Avisos de la calle del Obispo, o el de la capilla de la Virgen del Socorro en el Portichuelo, o en la Cruz Blanca.

## Edificaciones sobresalientes
Reúne Antequera una gran cantidad de edificios religiosos y civiles que justifican el calificativo de ciudad monumental. Entre los inmuebles destinados al culto religioso se ha de mencionar una notable serie de iglesias del siglo XVI, como la colegiata de Santa María, la iglesia de San Zoilo, la de San Agustín, la de San Sebastián, la de San Pedro, la de San Miguel, la de Nuestra Señora del Carmen, la de la Encarnación, la de Santa María de Jesús o la de Santo Domingo. Otros, realizados con ladrillo, material de tradición musulmana y muy dúctil para la ornamentación, inmuebles característicos de la ciudad, como el convento de Franciscanas Mínimas y el anexo de Santa Eufemia, la iglesia de Belén, la de Santiago o la de Nuestra Señora de Loreto, y otros de estilo barroco, como el templo de San José con su afiligranada portada, el de las Agustinas de Madre de Dios, cuya fachada está construida a base de jaspes y mármoles, el templo de San Juan de Dios o la iglesia de Nuestra Señora de los Remedios.
Entre los edificios civiles del conjunto monumental de Antequera destaca el castillo, ubicado en la parte alta del pueblo, de planta rectangular, con muros muy gruesos y de gran consistencia, y entre los palacios, construidos en su mayoría durante los siglos XVII y XVIII, la Casa Consistorial, ex convento de Los Remedios, el actual Colegio de los Padres Carmelitas que fue mansión de los Marqueses de la Peña de los Enamorados, la casa palacio de los Condes de Camorra, la casa de los Urbinas, la de los Barones de Sabasona, la de los Pardo, el palacio de los Condes de Corchado o el llamado del Obispo, uno de los más representativos de esta arquitectura. Finalmente cabe citar también la Puerta de Santa María, de medio punto y rematada por pináculos terminados en bolas, similares a las empleadas por los arquitectos herrerianos.

## Evolución histórica
El asentamiento romano de Antequera se efectúa sobre el anterior ibérico y el primitivo de la etapa de Bronce Final (Calcolítico), extendiéndose por la ladera norte del cerro del Castillo en dirección hacia la zona llana, datándose en el siglo I d. C.
La circunstancia de estar ubicada en un núcleo estratégico de comunicación en la vía Augusta (existía un ramal que desde Híspalis se unía con Corduba, pasando por Singilia Barba y Antikaria, otro que desde Antikaria se unía con Malaca a través de Aratispi (Villanueva de Cauche), un tercer ramal que unía Antikaria con la Vega de Granada (Iliberis) a través de Archidona, y también con bastante probabilidad un último ramal que desde Antikaria se unía con Malaca a través de Nescania), unido a su riqueza y gran potencial agrícola, convierte a Antikaria en una ciudad de notable importancia, alcanzando en la civilización romana hispánica la categoría de «municipium», aunque posteriormente durante el Bajo Imperio se produjera una cierta descentralización de la misma en beneficio de las villas romanas que se extendían por la vega antequerana como consecuencia del desarrollo agrícola de la misma.
Durante la dominación musulmana existió una primera época en que la ciudad perdió todo su papel relevante, sin duda originado por la cercana Archidona que a la sazón se hallaba convertida en la capital de la cora de Rayya. En esta época se produjo un vacío histórico, habiendo noticias de que a mediados del siglo XII se hallaba en una recesión casi total. Será en los siglos XIII y XIV cuando la ciudad musulmana adquiera su máximo esplendor. Tras la conquista cristiana de Archidona, en el último tercio del siglo XV, y por el avance de la frontera hacia el Este que produjo una relajación en el ánimo bélico de la ciudad, tímidamente comienza a extenderse fuera de las murallas del antiguo recinto musulmán.
La etapa comprendida entre la última década del siglo XV y el primer tercio del siglo XVI es de vital importancia en la configuración del casco urbano actual, puesto que al haber finalizado la conquista de Granada comienza a consolidarse en la periferia de sus murallas una nueva ciudad.
Los antiguos arrabales del Albaicín y de San Juan pasan a convertirse en barrios, produciéndose la unión entre ellos a través de la iglesia de Santa María de Jesús, en la plaza del Portichuelo. Es decir, la ciudad experimenta un primer ensanche hacia el sur, colindante con esa ladera del castillo y limítrofe con el río de la Villa y zonas de pendientes más pronunciadas junto al antiguo camino de Málaga. También en esta época se inicia su extensión hacia el norte, junto a los caminos de Sevilla y Córdoba, siendo la iglesia de San Sebastián y su plaza los elementos determinantes en este desarrollo urbano que se realiza a lo largo de todo el siglo XVI, existiendo ya entonces el arrabal de San Pedro, junto al monasterio de San Zoilo. De esta manera para el año 1518 ya se habían erigido, aparte de la citada iglesia de San Sebastián, la iglesia de San Juan, tres monasterios y cuatro hospitales, configurándose también las plazas de San Sebastián y la del Portichuelo, que constituyen igualmente, junto al trazado de las redes viarias principales, puntos nodales de este ensanche urbano. Hay que decir que paralelamente a este proceso se produce en este siglo el paulatino abandono del recinto amurallado, a la vez que la ciudad sufre importantes modificaciones en su estructura urbana, al ensancharse determinadas vías y demolerse parte de sus edificaciones, como acontece en el entorno de la iglesia de Santa María, liberando espacio para la creación de plazas públicas. En esta época el desarrollo se desplazó bajando por la ladera norte, en un intento de conectar la parte alta con la parte más llana situada a sus pies y por lo tanto con una serie de ejes viales longitudinales adaptados a la topografía del terreno, como la calle Herradores, Rastro, Río, etc., y otros, en disposición radial y con pronunciada pendiente, en dirección a los caminos de Sevilla, Córdoba y Granada.
Durante los siglos XVII y XVIII la ciudad sigue su curso de ensanche hacia el norte, de manera que la resultante es un entramado urbano que se corresponde con el casco histórico que hoy conocemos. De esta manera, desde calle Higueruelos, plaza San Sebastián y plaza de las Descalzas, se extiende hasta las actuales calles de Belén, San Pedro y Porterías. El ensanche de estos siglos, al extenderse por la parte más llana, produce un viario de mayor anchura, manzanas de mayores proporciones, mayor altura de las edificaciones y una arquitectura más preciada en función de la clase social dominante asentada en esta zona, quedando el centro desplazado entre la calle Estepa y la calle Cantareros, en detrimento de la parte alta de la misma, instalándose en ellas el comercio, los oficios artesanos y demás servicios.
En el siglo XIX el único crecimiento de importancia que se produce es el del barrio de la Cruz, que conecta con el norte del barrio de San Pedro. En este siglo, no obstante, comienza un importante proceso renovador del tejido urbano, teniendo como posible origen la búsqueda de un mayor aprovechamiento urbanístico de los inmuebles, al permitirse en parte de él, y en concreto en el ensanche histórico más reciente, un mínimo de tres plantas de altura. Por otro lado es notorio el desarrollo industrial textil que las fábricas de hilaturas instaladas en la ribera del río van a imprimirle un auge industrial a la ciudad que desgraciadamente va a sucumbir antes de la segunda mitad del siglo XX.
Durante la primera mitad del siglo XX se produce un crecimiento por su borde oeste, entre el barrio Albaicín y la antigua carretera de Málaga, hoy del Torcal, así como en el cerro de San Joaquín. En la segunda mitad del siglo y arrancando desde 1940, se completa todo este desarrollo unifamiliar en la cara sur del Cerro de San Joaquín con un ensanche originado por la gran demanda de viviendas para la clase social trabajadora. Ya en las últimas décadas se construyen los barrios de Girón, San José, La Paz y García Prieto, en la zona oeste, los Dólmenes y Los Remedios en el borde este, junto a la carretera de Granada, y San Isidro, San Carlos y Miraflores en la zona norte, junto a la carretera de Córdoba. La mayor parte de este ensanche obedece a una tipología de vivienda plurifamiliar, siendo a partir de 1980 cuando se empiezan a construir los últimos desarrollos urbanos de viviendas unifamiliares aisladas o adosadas, auspiciados por el planeamiento anterior al Plan General vigente, y que se desarrollan en la zona oeste de la ciudad, debido a su mayor amplitud urbanística.
Con la presente delimitación se pretende proteger áreas más allá de la población medieval intramuros, basándose en el análisis de los modelos urbanísticos, históricos, arquitectónicos y sociales que definen las particularidades de la ciudad, abarcando la memoria urbana e histórica de unas arquitecturas y unos espacios en los que es necesario aplicar las debidas medidas de protección, con el fin de garantizar su conservación, apreciación y estudio.
Aunque en la actualidad son totalmente vigentes los valores detectados en su día y que provocaron la incoación del expediente para la ampliación del conjunto histórico artístico de Antequera, la revisión de la delimitación ha tenido como consecuencia una ligera modificación de la misma. La nueva delimitación engloba inmuebles completos, incluyendo todas aquellas parcelas afectadas parcialmente por el trazado incoado; en la zona norte, entre las calles Miraflores y Cruz Blanca, el trazado de la delimitación incoada se modifica para dejar fuera de ella una serie de parcelas en las que la edificación no cuenta con valor suficiente para que se incluya en el Conjunto; y por último, en determinadas situaciones de borde, al sur y al noroeste de la delimitación, se han incorporado diferentes inmuebles que comparten las mismas características que otras viviendas que sí se habían incluido en el momento de la incoación.